# Miss Univers 2007
Miss Univers 2007, est la 56e élection de Miss Univers, qui a lieu le 28 mai 2007, au National Auditorium de Mexico, au Mexique. La cérémonie a été animée par l'acteur américain Mario López et Vanessa Minnillo, Miss Teen USA 1998.
77 pays et territoires ont participé à l'élection. Pour la quatrième fois dans l'histoire de Miss Univers, le Mexique organise le concours. Le pays avait déjà accueilli le concours en 1993. Autre que Mexico, les candidates ont visité Cancún, Quintana Roo et Tuxtla Gutiérrez et Chiapas.
Les répétitions, les préliminaires, la grande finale ont eu lieu au National Auditorium. Cette grande salle a une capacité de 10 000 places, nombre supérieur aux salles des années précédentes. Le National Auditorium avait déjà accueilli l'évènement en 1993 pour la deuxième fois.
La gagnante Riyo Mori, Miss Japon, succède à la portoricaine Zuleyka Rivera, Miss Univers 2006. Elle est la deuxième japonaise à remporter le titre de Miss Univers après 
Akiko Kojima, Miss Univers 1959.

## Résultats

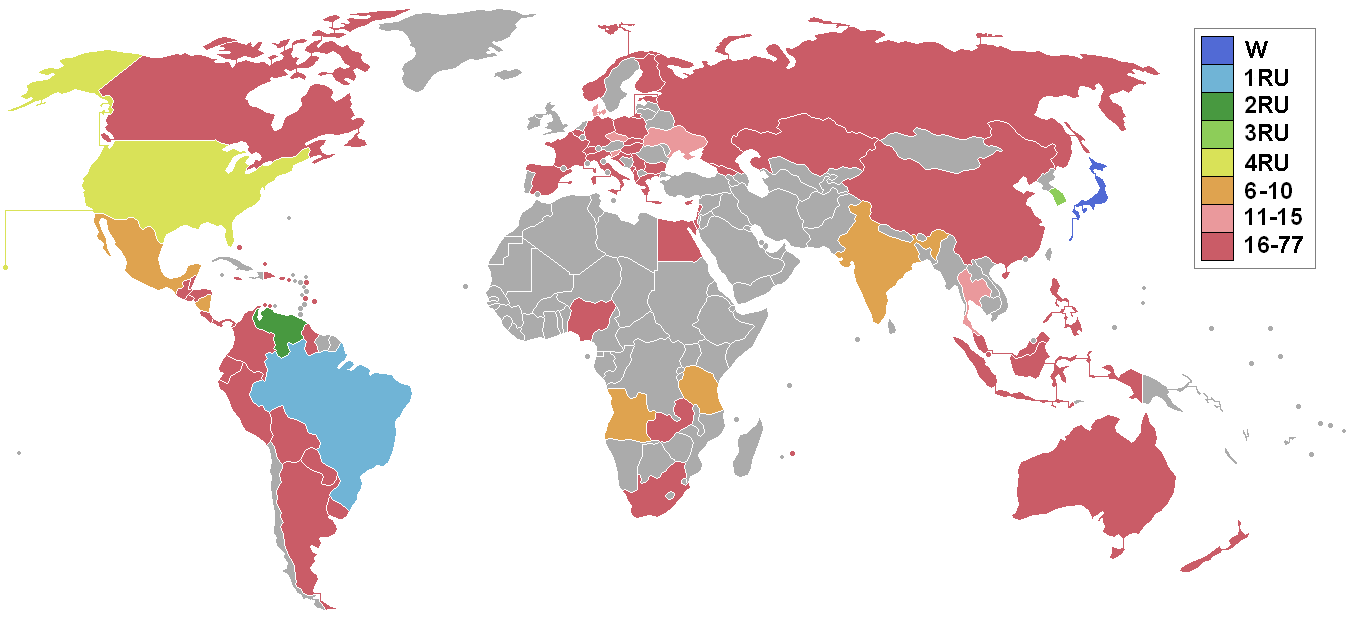
Pays et territoires participants et résultats.

| Résultat final    | Candidate |
| ----------------- | --- |
| Miss Univers 2007 | - Japon - Riyo Mori |
| 1re dauphine      | - Brésil - Natália Guimarães |
| 2e dauphine       | - Venezuela - Ly Jonaitis |
| 3e dauphine       | - Corée du Sud - Lee Hanee |
| 4e dauphine       | - États-Unis - Rachel Smith |
| Top 10            | - Tanzanie - Flaviana Matata - Angola - Micaela Reis - Mexique - Rosa María Ojeda - Inde - Puja Gupta - Nicaragua - Xiomara Blandino            |
| Top 15            | - Slovénie - Tjaša Kokalj - Tchéquie - Lucie Hadasová - Danemark - Žaklina Šojić - Thaïlande - Farung Yuthithum - Ukraine - Lyudmila Bikmullina |

## Scores finaux
| \| Pays \| Maillot de bain \| Robe du soir \| \| --------- \| --------------- \| ------------ \| \| Japon \| 9.599 (1) \| 8.943 (4) \| \| Brésil \| 9.560 (2) \| 9.599 (1) \| \| Venezuela \| 8.971 (7) \| 9.510 (2) \| \| Korea \| 9.458 (3) \| 9.183 (3) \| \| USA \| 8.995 (6) \| 8.754 (5) \| \| Tanzanie \| 9.223 (4) \| 8.488 (6) \| \| Angola \| 9.150 (5) \| 8.363 (7) \| \| Mexique \| 8.527 (9) \| 7.850 (8) \| \| Inde \| 8.548 (8) \| 7.825 (9) \| \| Nicaragua \| 8.171 (10) \| 7.674 (10) \| \| Slovénie \| 8.163 (11) \| \| \| Tchéquie \| 8.113 (12) \| \| \| Danemark \| 7.969 (13) \| \| \| Thaïlande \| 7.940 (14) \| \| \| Ukraine \| 7.900 (15) \| \| | - Gagnante - 1re Dauphine - 2e Dauphine - 3e Dauphine - 4e Dauphine - Top 10 - Top 15 |              |
| Pays | Maillot de bain                                                                       | Robe du soir |
| Japon | 9.599 (1)                                                                             | 8.943 (4)    |
| Brésil | 9.560 (2)                                                                             | 9.599 (1)    |
| Venezuela | 8.971 (7)                                                                             | 9.510 (2)    |
| Korea | 9.458 (3)                                                                             | 9.183 (3)    |
| USA | 8.995 (6)                                                                             | 8.754 (5)    |
| Tanzanie | 9.223 (4)                                                                             | 8.488 (6)    |
| Angola | 9.150 (5)                                                                             | 8.363 (7)    |
| Mexique | 8.527 (9)                                                                             | 7.850 (8)    |
| Inde | 8.548 (8)                                                                             | 7.825 (9)    |
| Nicaragua | 8.171 (10)                                                                            | 7.674 (10)   |
| Slovénie | 8.163 (11)                                                                            |              |
| Tchéquie | 8.113 (12)                                                                            |              |
| Danemark | 7.969 (13)                                                                            |              |
| Thaïlande | 7.940 (14)                                                                            |              |
| Ukraine | 7.900 (15)                                                                            |              |

## Prix spéciaux
| Prix                      | Candidates                           |
| ------------------------- | ------------------------------------ |
| Miss Sympathie            | - Chine - Zhang Ningning             |
| Meilleur Costume National | - Indonésie- Agni Pratistha          |
| Miss Photogénique         | - Philippines - Anna Theresa Licaros |

## Candidates
| Pays/territoire représentant | Candidate              | Âge    | Taille |
| ---------------------------- | ---------------------- | ------ | ------ |
| Afrique du Sud               | Megan Coleman          | 21 ans | 1,76 m |
| Albanie                      | Sadina Alla            | 18 ans | 1,80 m |
| Allemagne                    | Angelina Glass         | 19 ans | 1,75 m |
| Angola                       | Micaela Reis           | 18 ans | 1,75 m |
| Antigua-et-Barbuda           | Stephanie Winter       | 18 ans | 1,74 m |
| Argentine                    | Daniela Stucan         | 25 ans | 1,79 m |
| Aruba                        | Carolina Raven         | 23 ans | 1,66 m |
| Australie                    | Kimberley Busteed      | 18 ans | 1,81 m |
| Bahamas                      | Trinere Lynes          | 18 ans | 1,65 m |
| Barbade                      | Jewel Garner           | 23 ans | 1,88 m |
| Belgique                     | Annelien Coorevits     | 21 ans | 1,76 m |
| Belize                       | Maria Jeffery          | 25 ans | 1,78 m |
| Bolivie                      | Jessica Jordan         | 22 ans | 1,75 m |
| Brésil                       | Natália Guimarães      | 22 ans | 1,73 m |
| Bulgarie                     | Gergana Kochanova      | 20 ans | 1,72 m |
| Canada                       | Inga Skaya             | 21 ans | 1,82 m |
| Chine                        | Zhang Ningning         | 20 ans | 1,78 m |
| Colombie                     | Eileen Roca            | 20 ans | 1,70 m |
| Corée                        | Honey Lee (Lee Ha-nui) | 24 ans | 1,73 m |
| Costa Rica                   | Verónica González      | 24 ans | 1,68 m |
| Croatie                      | Jelena Maros           | 19 ans | 1,80 m |
| Curaçao                      | Naemi Monte            | 20 ans | 1,74 m |
| Chypre                       | Polyvia Achilleos      | 22 ans | 1,69 m |
| Danemark                     | Žaklina Šojić          | 25 ans | 1,82 m |
| Équateur                     | Lugina Cabezas         | 19 ans | 1,73 m |
| Égypte                       | Ehsan Hatem            | 21 ans | 1,74 m |
| Espagne                      | Natalia Zabala         | 23 ans | 1,77 m |
| Estonie                      | Viktoria Azovskaja     | 20 ans | 1,82 m |
| Finlande                     | Noora Hautakangas      | 23 ans | 1,76 m |
| France                       | Rachel Legrain-Trapani | 18 ans | 1,72 m |
| Géorgie                      | Ana Giorgelashvili     | 19 ans | 1,71 m |
| Grèce                        | Doukissa Nomikou       | 20 ans | 1,76 m |
| Guatemala                    | Alída Boer             | 22 ans | 1,80 m |
| Guyane                       | Meleesea Payne         | 21 ans | 1,75 m |
| Honduras                     | Wendy Salgado          | 23 ans | 1,75 m |
| Hongrie                      | Ildikó Bóna            | 19 ans | 1,68 m |
| Îles Turques-et-Caïques      | Saneita Been           | 21 ans | 1,60 m |
| Îles Vierges des États-Unis  | Renata Christian       | 23 ans | 1,75 m |
| Inde                         | Puja Gupta             | 23 ans | 1,68 m |
| Indonésie                    | Agni Pratistha         | 19 ans | 1,73 m |
| Israël                       | Sharon Kenett          | 21 ans | 1,73 m |
| Italie                       | Valentina Massi        | 24 ans | 1,75 m |
| Jamaïque                     | Zahra Redwood          | 25 ans | 1,75 m |
| Japon                        | Riyo Mori              | 20 ans | 1,74 m |
| Kazakhstan                   | Gaukhar Rakhmetaliyeva | 20 ans | 1,72 m |
| Liban                        | Nadine Njeim           | 19 ans | 1,81 m |
| Malaisie                     | Adelaine Chin          | 23 ans | 1,68 m |
| Maurice                      | Sandra Faro            | 21 ans | 1,61 m |
| Mexique                      | Rosa María Ojeda       | 20 ans | 1,74 m |
| Monténégro                   | Snežana Bušković       | 18 ans | 1,80 m |
| Nicaragua                    | Xiomara Blandino       | 22 ans | 1,70 m |
| Nigeria                      | Ebinabo Potts-Johnson  | 19 ans | 1,72 m |
| Norvège                      | Kirby Ann Basken       | 21 ans | 1,74 m |
| Nouvelle-Zélande             | Laural Barrett         | 20 ans | 1,76 m |
| Panama                       | Sorangel Matos         | 22 ans | 1,73 m |
| Paraguay                     | María José Maldonado   | 21 ans | 1,72 m |
| Pérou                        | Jimena Elías           | 18 ans | 1,72 m |
| Philippines                  | Anna Theresa Licaros   | 22 ans | 1,73 m |
| Pologne                      | Dorota Gawron          | 23 ans | 1,80 m |
| Porto Rico                   | Uma Blasini            | 25 ans | 1,85 m |
| Russie                       | Tatiana Kotova         | 21 ans | 1,75 m |
| République dominicaine       | Massiel Taveras        | 22 ans | 1,70 m |
| République slovaque          | Lucia Senášiová        | 23 ans | 1,75 m |
| Tchéquie                     | Lucie Hadasová         | 20 ans | 1,79 m |
| Sainte-Lucie                 | Yoanna Henry           | 24 ans | 1,70 m |
| Salvador                     | Lissette Rodríguez     | 21 ans | 1,73 m |
| Serbie                       | Teodora Marčić         | 19 ans | 1,73 m |
| Singapour                    | Jessica Tan            | 24 ans | 1,67 m |
| Slovénie                     | Tjaša Kokalj           | 21 ans | 1,80 m |
| Suisse                       | Christa Rigozzi        | 24 ans | 1,70 m |
| Tanzanie                     | Flaviana Matata        | 19 ans | 1,76 m |
| Thaïlande                    | Farung Yuthithum       | 20 ans | 1,79 m |
| Ukraine                      | Lyudmila Bikmullina    | 21 ans | 1,74 m |
| Uruguay                      | Giannina Silva         | 22 ans | 1,82 m |
| USA                          | Rachel Smith           | 22 ans | 1,80 m |
| Venezuela                    | Ly Jonaitis            | 21 ans | 1,80 m |
| Zambie                       | Rosemary Chileshe      | 26 ans | 1,80 m |

### Galerie

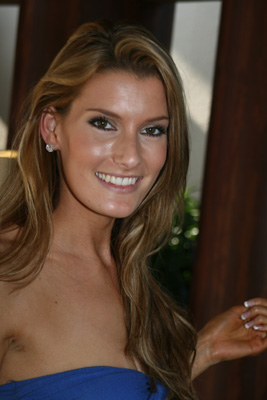
Megan Coleman, Miss Univers Afrique du Sud 2007.
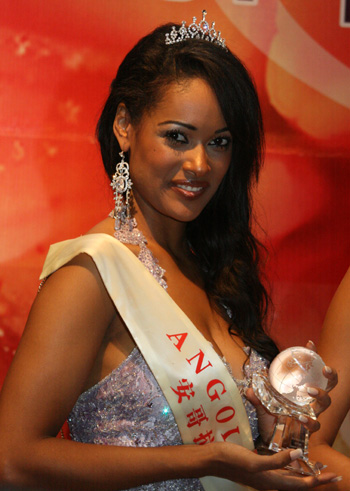
Micaela Reis, Miss Univers Angola 2007.
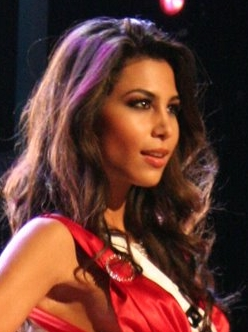
Jessica Jordan, Miss Univers Bolivie 2007.
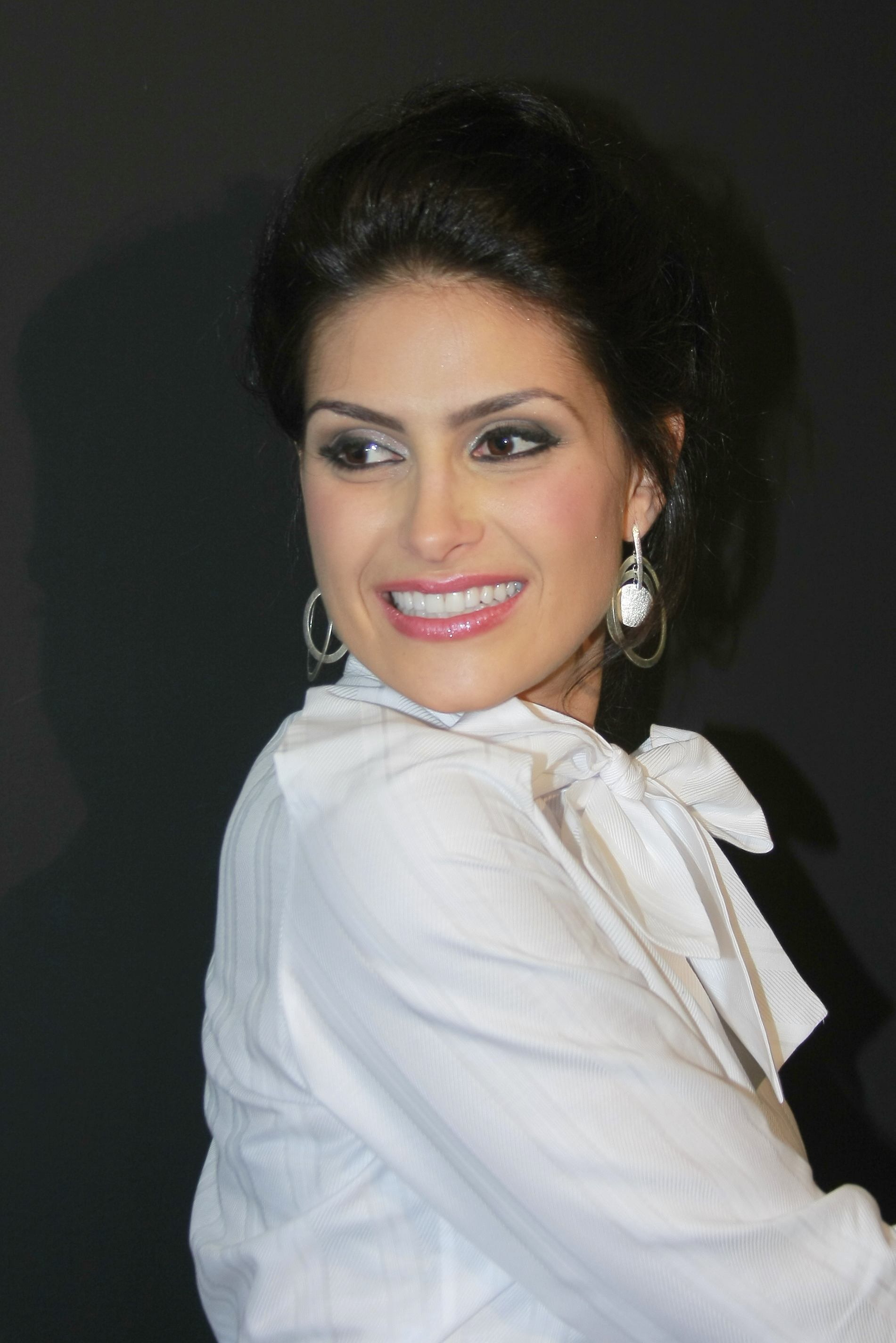
Natália Guimarães, Miss Univers Brésil 2007.
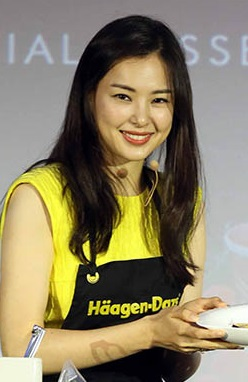
Lee Ha-nui, Miss Univers Corée 2007.
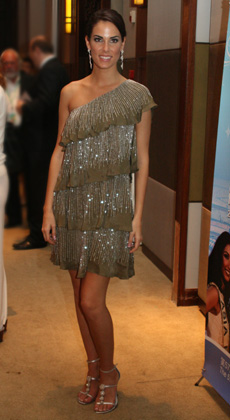
Natalia Zabala, Miss Univers Espagne 2007.
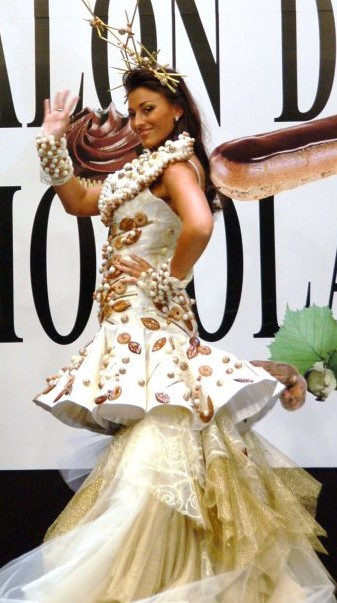
Rachel Legrain-Trapani, Miss Univers France 2007.
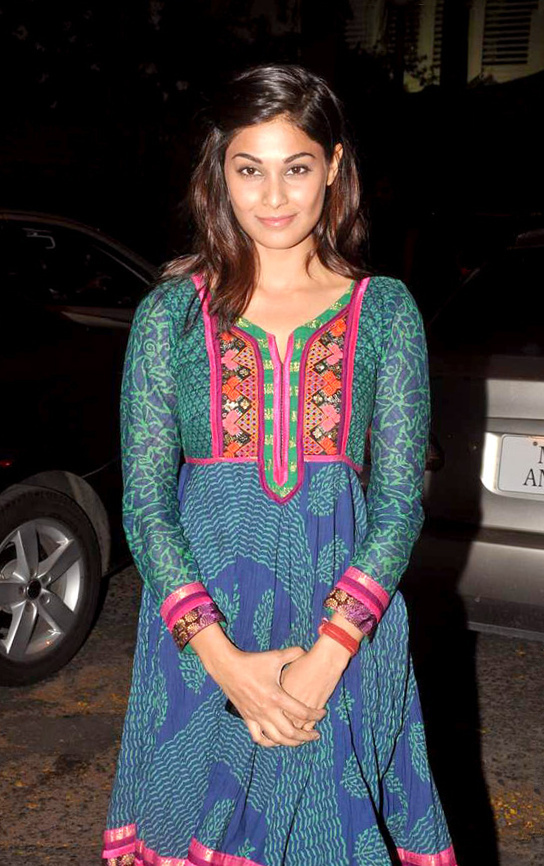
Puja Gupta, Miss Univers Inde 2007.
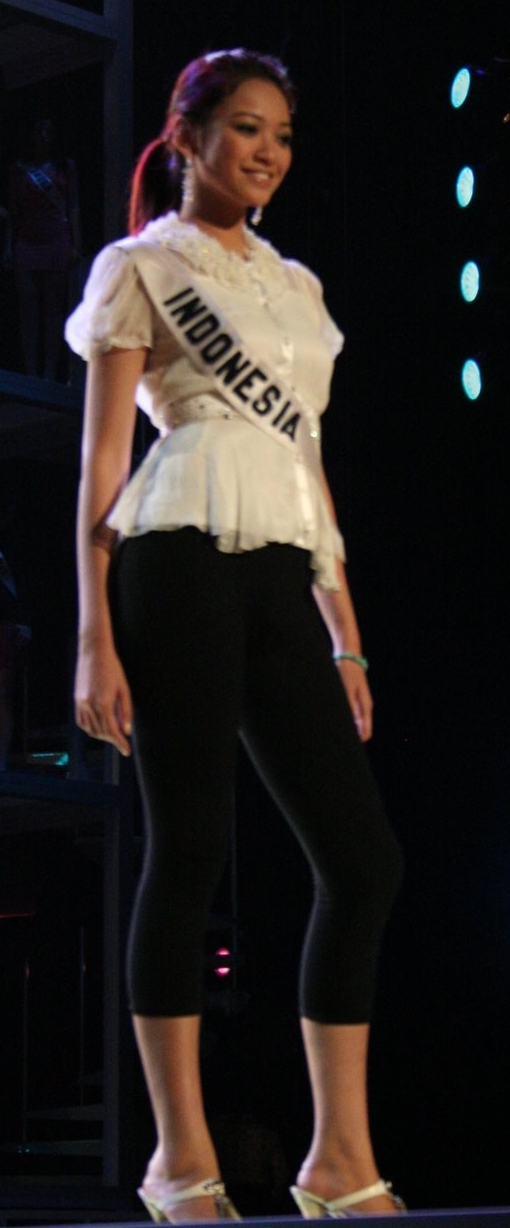
Agni Pratistha, Miss Univers Indonésie 2007.
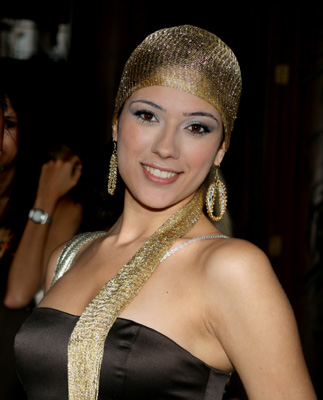
Nadine Njeim, Miss Univers Liban 2007.
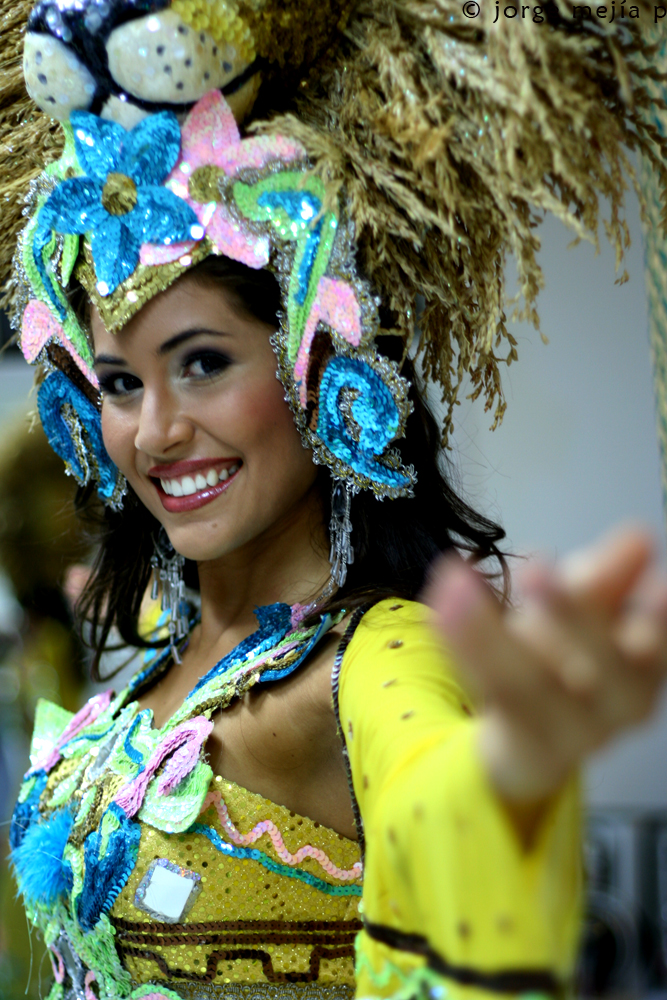
Xiomara Blandino, Miss Univers Nicaragua 2007.
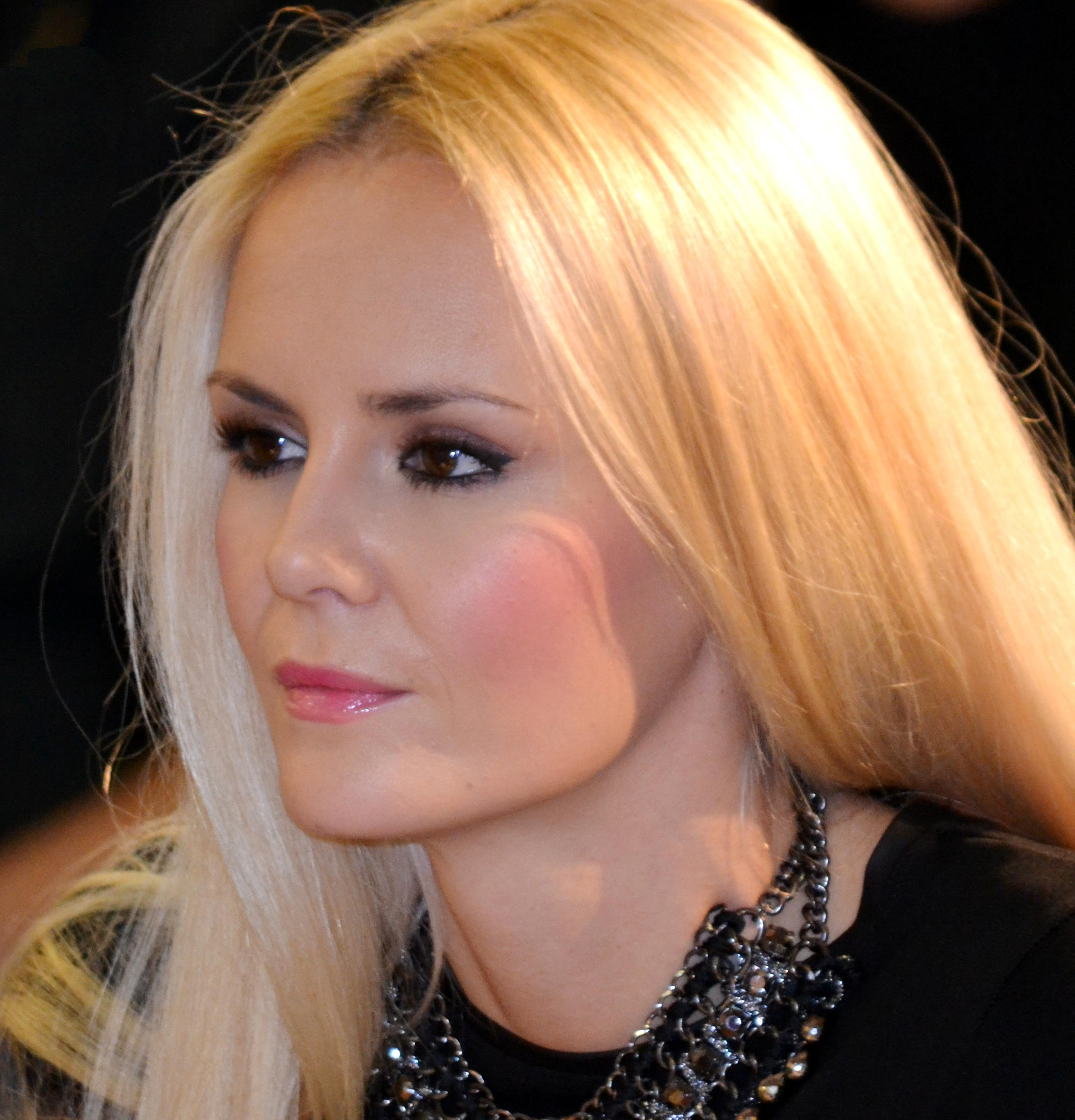
Lucie Hadašová, Miss Univers République tchèque 2007.
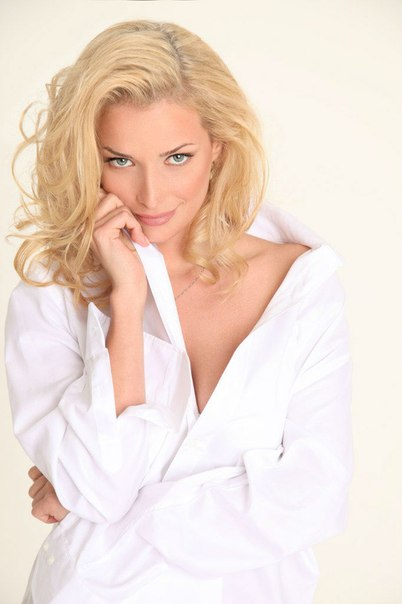
Tatiana Kotova, Miss Univers Russie 2007.
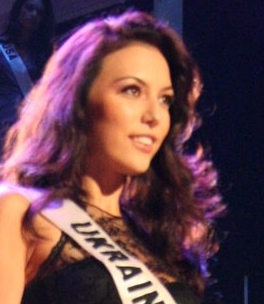
Lyudmila Bikmullina, Miss Univers Ukraine 2007.
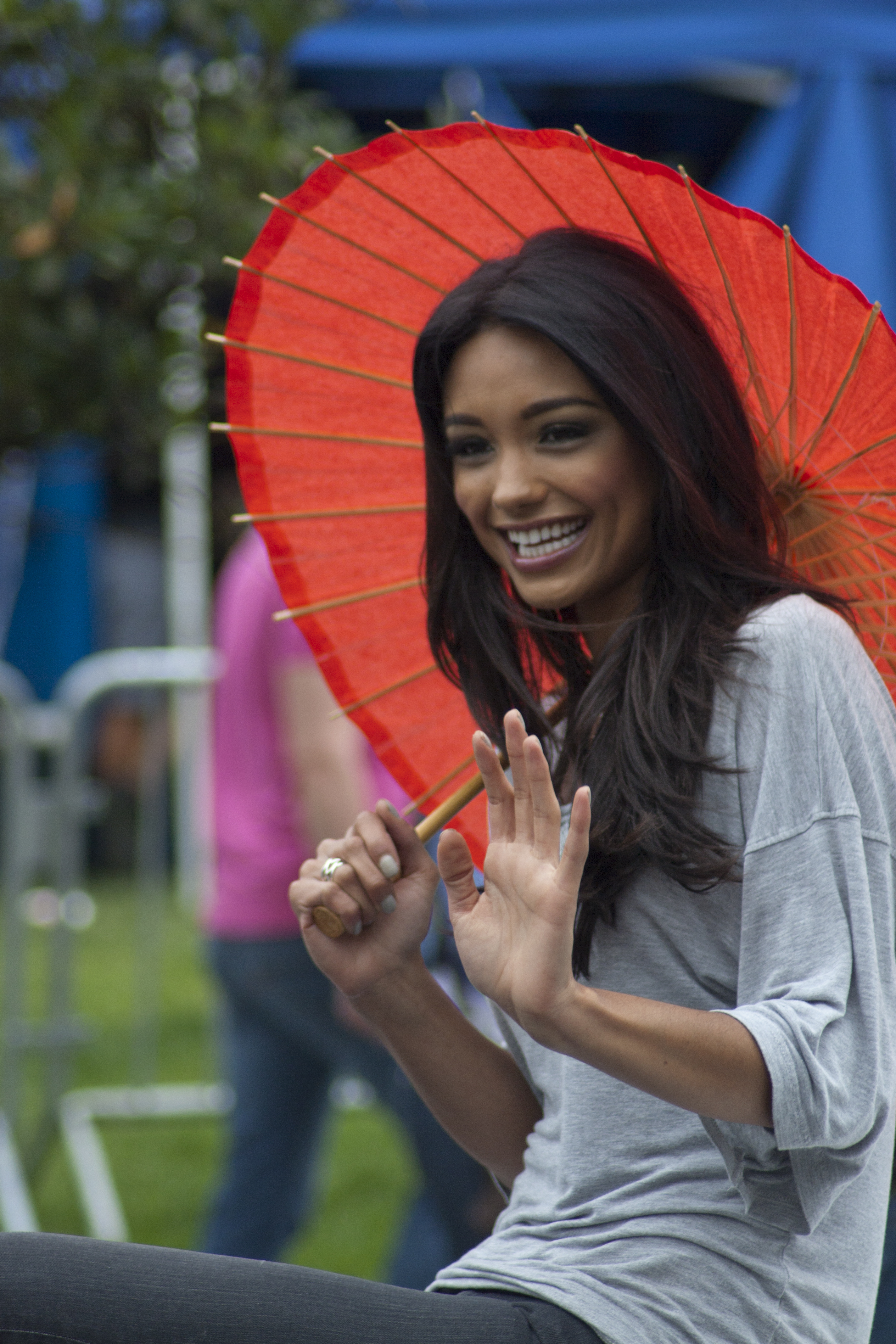
Rachel Smith, Miss Univers USA 2007.

## Ordre d'annonce des finalistes
| 1. Venezuela 2. Thaïlande 3. Danemark 4. Nicaragua 5. Angola 6. Slovénie 7. États-Unis 8. Brésil 9. Inde 10. Mexique 11. Japon 12. Ukraine 13. Tanzanie 14. Corée 15. République tchèque | 1. Brésil 2. Inde 3. Japon 4. Angola 5. Venezuela 6. États-Unis 7. Corée 8. Tanzanie 9. Nicaragua 10. Mexique | 1. Venezuela 2. Corée 3. Brésil 4. États-Unis 5. Japon |

## Jury
| Membre | Membre            | Nationalité   | Notes |
| ------ | ----------------- | ------------- | --- |
|        | Tony Romo         | Américaine    | Quarterback des Cowboys de Dallas.                                                                                    |
|        | James Kyson Lee   | Américaine    | Acteur connu pour avoir incarné le rôle d'Ando Masahashi dans Heroes                                                  |
|        | Dave Navarro      | Américaine    | Auteur-compositeur et guitariste. Ancien membre des groupes de musique Jane's Addiction et Red Hot Chili Peppers.     |
|        | Nina García       | Colombienne   | Journaliste et directrice de mode des magazines Elle et Marie Claire.                                                 |
|        | Dayanara Torres   | Portoricaine  | Actrice et chanteuse. Miss Univers 1993.                                                                              |
|        | Mauricio Islas    | Mexicain      | Acteur. |
|        | Lindsay Clubine   | Américaine    | Mannequin de l'émission télévisée Deal or No Deal Épouse du joueur de baseball américain Clay Buchholz.               |
|        | Marc Bouwer       | Sud-Africaine | Styliste. |
|        | Christiane Martel | Française     | Actrice. Miss Univers 1953.                                                                                           |
|        | Michelle Kwan     | Américaine    | Champion du monde, médaillé d'argent olympique de 1998 et médaillé de bronze olympique en 2002 en patinage artistique |

## Bande son
- Défilé en costume national : Say It Right de Nelly Furtado
- Défilé en maillot de bain: Wanna Play, Cariño Mio et Money Money de R.B.D.
- Défilé en robe de soirée: (When You Gonna) Give It Up to Me de Sean Paul (featuring Keyshia Cole)

## Observations